# Mont Rond
Der Mont Rond (auch Montrond geschrieben) ist ein Aussichtsgipfel im Jura-Massiv, der oberhalb von Gex im französischen Département Ain gelegen ist und eine Höhe von 1596 Metern erreicht. Er bildet das nördliche Ende des Gipfelkamms des Grand Montrond. Von dort sinkt der Bergkamm nach Norden hin über 100 Höhenmeter steil ab. 300 m südlich des Aussichtsgipfels liegt der mit 1614 m höchste Punkt des Grand Montrond. Der Grand Montrond fällt nach Osten steil Richtung Gex ab, während er nach Westen in Grashängen nur langsam an Höhe verliert.
Nordöstlich vom Mont Rond liegt der Petit Montrond.

## Petit Montrond
Der Petit Montrond erreicht eine Höhe von 1534 Metern. Auf dem Gipfel befindet sich ein alpines und nordisches Ski-Zentrum mit Restaurant sowie eine TV- und Rundfunkstation.

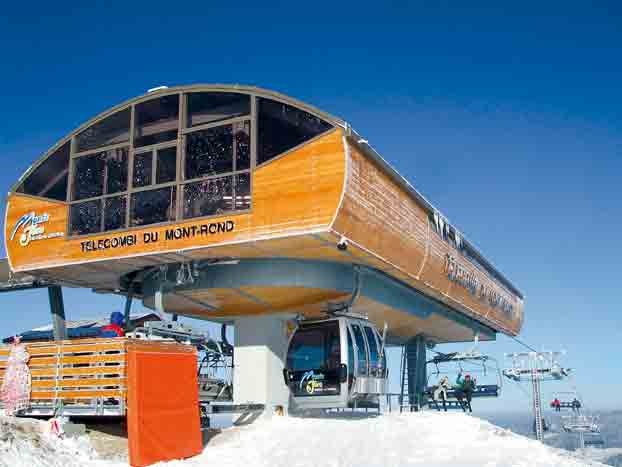
Seilbahnstation Mont Rond
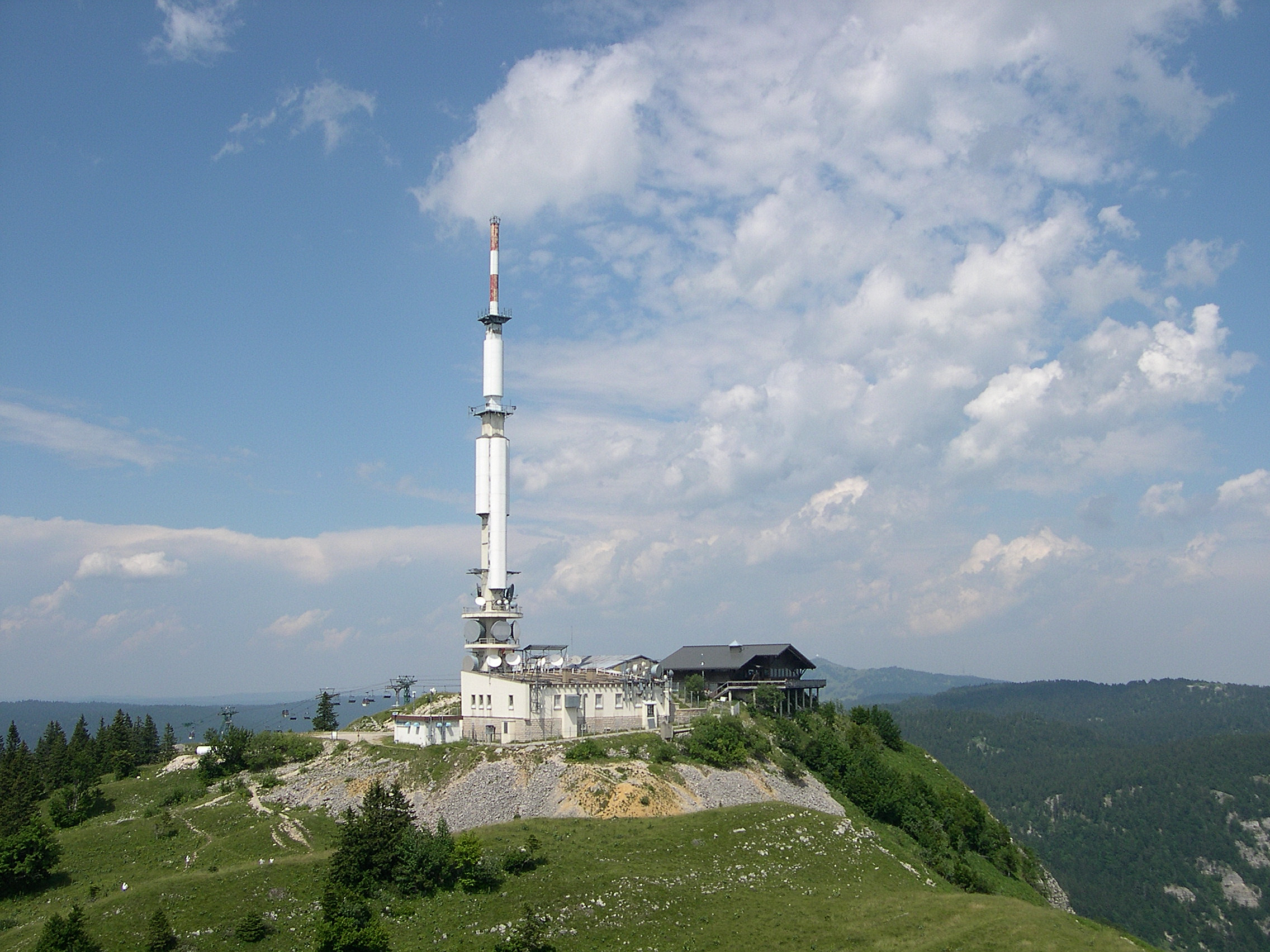
TV/Rundfunksender auf dem Petit Montrond
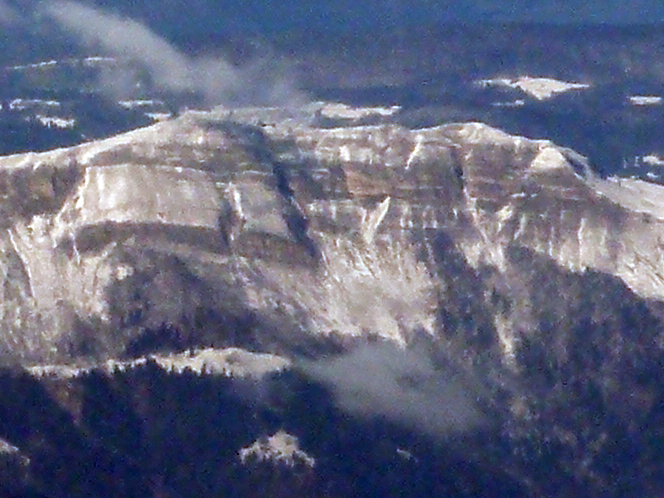
Der Grand Montrond von Osten. Links der Pt. 1614, rechts der Pt. 1596
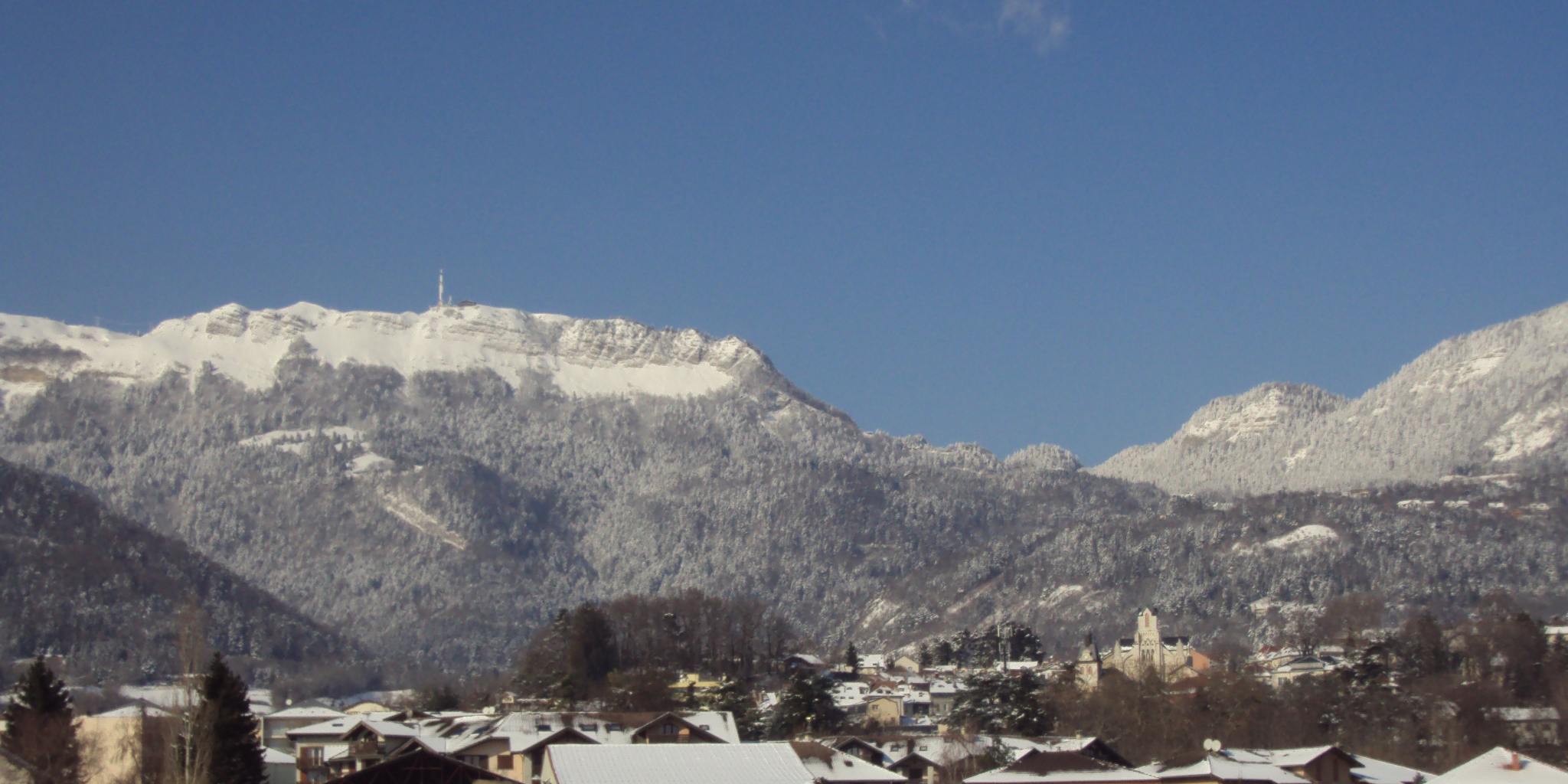
Blick von Gex auf das Bergmassiv des Petit Montrond